# Commune rurale de Kemijärvi
La commune rurale de Kemijärvi (finnois : Kemijärven maalaiskunta, abrév. Kemijärven mlk) est une ancienne municipalité de Laponie en Finlande.

## Histoire
Le 1er janvier 1973, la communauté rurale de Kemijärvi a été rattachée à Kemijärvi. 
Au 1er janvier 1972, la superficie de la commune rurale de Kemijärvi était de 3 510,4 km2 et au 31 décembre 1972 elle comptait 7 523 habitants.
Avant sa disparition, les municipalités voisines de la commune rurale de Kemijärvi étaient  Pelkosenniemi, Posio,  Rovaniemi mlk, Salla, Sodankylä et Kemijärvi.